# Aletta Eßer
Aletta Eßer (geboren am 4. November 1934 in Rheinhausen-Oestrum; gestorben am 14. Juni 1990 in Swisttal-Heimerzheim) war eine deutsche Schriftstellerin.

## Leben
Eßer wuchs in Rheinhausen auf und fand dort zunächst Arbeit als kaufmännische Angestellte in verschiedenen Betriebsbüros der Friedrich Krupp AG. Ab den 1960er Jahren trat sie mit Veröffentlichungen in Zeitungen, Zeitschriften, Kalendern und Anthologien hervor. 1970 wurde sie Mitglied im Werkkreis Literatur der Arbeitswelt und 1979 im Verband Deutscher Schriftsteller. Sie engagierte sich als Autorin im Arbeitskreis Rheinischer Mundartschriftsteller und als Bezirksvertreterin der SPD-Fraktion im nunmehr eingemeindeten Duisburg-Rheinhausen, wo sie auch als bürgerschaftliches Mitglied im Kulturausschuss saß. Sie war auch Mitarbeiterin des Lesebuchs für Frauen in der Werkkreisreihe des Fischer-Taschenbuch-Verlags.

## Auszeichnungen
Sie wurde 1982 als erste Frau mit der Auszeichnung Bürger des Ruhrgebiets geehrt. 1988 erhielt sie den Verdienstorden des Landes Nordrhein-Westfalen. 2020 wurde die Aletta-Eßer-Straße in Duisburg-Huckingen nach ihr benannt – dies sorgte für Verstimmung bei Rheinhausener Lokalpolitikern, die den Namen der Rheinhausenerin für ihren Stadtteil reklamieren wollten.

## Werke
- 1978: Geschichten aus der Kindheit (Beiträge, Werkkreis Literatur der Arbeitswelt, Frankfurt/M.)
- 1978/1979: Rheinhausen in alten Bildern (2 Bände, Herausgeberin)
- 1979: Für Frauen – ein Lesebuch (Beiträge, Werkkreis Literatur der Arbeitswelt, Frankfurt/M.)
- 1979: Rheinische Mundart. Anthologie (Beiträge, Hg. H. Martens u. J.M. Lenzen, Köln)
- 1982: Arbeiterlesebuch – nicht nur für Arbeiter (Beiträge, Hg. Werkstatt Bremen, Frankfurt/M.)
- 1982: Bennen on buuten, Gedichte in Grafschafter Mundart, (Herausgeberin)
- 1982: Gesichts-Punkte. Literatur in Duisburg (Herausgeberin)
- 1982: Landfriedensbruch (Beiträge, Hg. Werkstätten Augsburg, München u. Nürnberg, Frankfurt/M.)
- 1984: Sieben Häute hat die Zwiebel (Hg. U. Bruns, Essen)
- 1984: Geschichten aus der Provinz (Hg. M. Bosch/J. Hossfeld, München)